# Otto Rudolf Kissel
Otto Rudolf Kissel (* 8. Januar 1929 in Frankfurt am Main; † 1. November 2022 ebenda) war ein deutscher Jurist. Von 1981 bis 1994 war er Präsident des Bundesarbeitsgerichts.

## Leben

### Herkunft und erste Jahre
Otto Kissel, Sohn eines Justizbeamten, absolvierte 1948 das Abitur an der Liebigschule in seiner Heimatstadt und studierte anschließend Rechtswissenschaften an der Johann Wolfgang Goethe-Universität Frankfurt am Main. 1952 legte er die erste juristische Staatsprüfung ab. Im Jahr 1954 wurde er magna cum laude zum Dr. jur. promoviert. 1956 legte er die zweite juristische Staatsprüfung ab und heiratete. Aus der Ehe ging ein Kind hervor.

### Tätigkeiten im öffentlichen Dienst des Landes Hessen
Kissel wurde 1959 zum Richter am Amtsgericht Frankfurt am Main ernannt. Ab März 1959 war er im hessischen Justizministerium tätig und dort unter anderem mit Fragen der Rechtsbereinigung befasst. Ferner war er Justitiar der Personalabteilung und Pressereferent. Zwei Jahre bekleidete er das Amt eines Vorsitzenden des Personalrates im Ministerium.
Von Juni 1963 bis April 1964 leitete Kissel die Hessische Landesvertretung beim Bund in Bonn. Im Mai 1964 wurde er zum Leiter der Abteilung für Privatrecht, Öffentliches Recht, Gerichtsorganisation und Gesetzgebungsangelegenheiten im Justizministerium des Landes Hessen bestellt. Er war 15 Jahre lang in der Justizprüfungskommission des Landes Hessen tätig. Im Januar 1970 folgte seine Ernennung zum Präsidenten des Oberlandesgerichts Frankfurt.

### Richter im Bundesdienst
Im Jahr 1981 wurde Otto Rudolf Kissel als Nachfolger von Gerhard Müller zum dritten Präsidenten des Bundesarbeitsgerichts berufen und übernahm den Vorsitz des Ersten Senats. Der Bundesminister für Arbeit und Sozialordnung Herbert Ehrenberg führte ihn im Februar 1981 in Kassel in sein Amt ein. In dieser Zeit prägte er maßgeblich die Rechtsprechung auf den Gebieten des Arbeitskampfrechts und des Betriebsverfassungsrechts. Mit besonderem Engagement begleitete er den Beschluss der Unabhängigen Föderalismuskommission, das Bundesarbeitsgericht von Kassel nach Erfurt zu verlegen. Er hat damit die Voraussetzungen dafür geschaffen, dass das Bundesarbeitsgericht 1999 von Kassel nach Erfurt umzog. Ende Januar 1994 trat er in den Ruhestand.
Otto Rudolf Kissel hat das Amt des Präsidenten des Bundesarbeitsgerichts mit außergewöhnlicher Tatkraft und Hingabe beispielhaft ausgeübt. In einem Spannungsfeld unterschiedlicher gesellschaftlicher Interessen agierend, zeigte er Weitblick und soziales Engagement. Unter seiner Führung erlangte die Rechtsprechung des Gerichts allgemeine Anerkennung und Vertrauen bei Arbeitnehmern, Arbeitgebern und deren Vertretungen. Während seiner Amtszeit wurde das Bundesarbeitsgericht zu einem modernen und leistungsfähigen Gericht weiterentwickelt.

### Weitere Tätigkeiten

#### Lehre
Kissel übernahm er in einer schwierigen und angespannten Situation der Universitäten Ostdeutschlands einen Lehrauftrag an der Humboldt-Universität zu Berlin. Kissel war von 1982 bis 1994 Honorarprofessor an der Justus-Liebig-Universität Gießen.

#### Kirche und Gesellschaft
Er war evangelisch, arbeitete drei Jahrzehnte aktiv in der Evangelischen Kirche in Deutschland und war von 1969 bis 1986 Präses der Kirchensynode der Evangelischen Kirche in Hessen und Nassau. Otto Rudolf Kissel war nicht nur ein kirchlich, sondern auch ein gesellschaftlich höchst engagierter Mensch, ein herausragender Rechtswissenschaftler und überzeugter Demokrat.

#### Öffentlicher Dienst
Prof. Dr. Otto Rudolf Kissel war Mitglied des Verwaltungsrats des Hessischen Rundfunks und Mitglied des Wahlprüfungsgerichts und des Richterwahlausschusses des Hessischen Landtags. Zudem wurde er 1992 durch die damalige Präsidentin des Deutschen Bundestags Prof. Dr. Rita Süssmuth zum Vorsitzenden der „Unabhängigen Kommission zur Überprüfung des Abgeordnetenrechts“ bestellt.

#### Ehrenämter
Ehrenämter übernahm Prof. Dr. Kissel von 1975 ab als stellvertretender Vorsitzender der Gesellschafterversammlung der Frankfurter Allgemeinen Zeitung und von 1995 bis 2005 als Mitglied des Aufsichtsrats, als Vorstandsmitglied der Juristischen Gesellschaft zu Kassel, als Vorsitzender des Frankfurter Vereins für Geschichte und Landeskunde, als Vorsitzender des Kuratoriums der Bruno H. Schubert-Stiftung und als Mitglied der Administration des Städel Museums in Frankfurt am Main.

### Ehrungen und Preise
Folgende Ehrungen wurden Kissel zuteil:
- 1979 wurde ihm das Bundesverdienstkreuz 1. Klasse verliehen, 1984 das Große Bundesverdienstkreuz und 1994 das Große Verdienstkreuz mit Stern und Schulterband.

- Ferner wurde Kissel mit dem Hessischen Verdienstorden für besondere Verdienste um das Land Hessen und seine Bevölkerung ausgezeichnet.[2]

Kissel hat folgende Preise verliehen bekommen:
- Die Evangelische Kirche in Hessen und Nassau zeichnete ihn 2012 mit der Martin-Niemöller-Medaille, ihrer höchsten Ehrung, aus.[2]

## Veröffentlichungen (Auswahl)
Kissel war Autor zahlreicher rechtswissenschaftlicher Veröffentlichungen, unter anderem eines Kommentars zum Gerichtsverfassungsgesetz.
- Neuere Territorial- und Rechtsgeschichte des Landes Hessen. 1962.
- Kommentare zum Hessischen Beamtengesetz und zur Hessischen Disziplinarordnung. Bis 1971.
- Recht und Verwaltung in Hessen. Bis 1971.
- Der dreistufige Aufbau in der ordentlichen Gerichtsbarkeit. 1972.
- Immer Ärger mit den Beamten. 1976.
- mit anderen: Ehe und Ehescheidung. 2 Bände. 1977.
- Kommentar zum Gerichtsverfassungsgesetz. 1981.
- Die Justitia. Reflexionen über ein Symbol und seine Darstellung in der bildenden Kunst. Verlag C.H.Beck, München 1984 [2. Auflage 1997], ISBN 3-406-42316-7.